# Lamprotornis iris

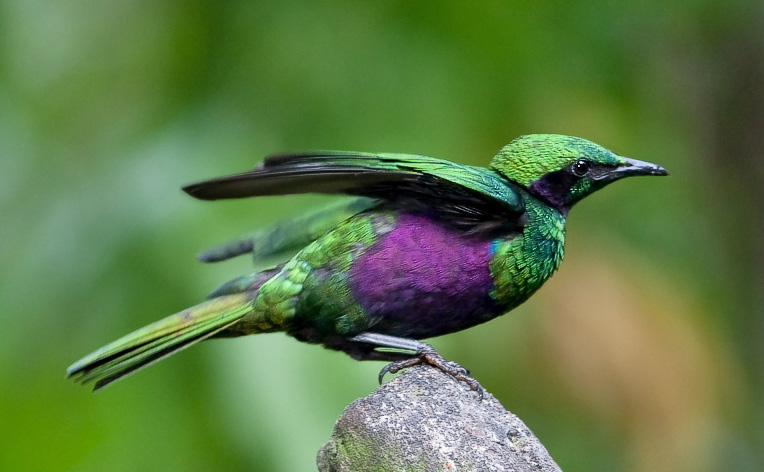

El estornino esmeralda (Lamprotornis iris) es una especie de estúrnido africano de plumaje verde irisado que puebla las tierras bajas y sabanas de Costa de Marfil, Guinea y Sierra Leona.